# 1950 en Inde
Chronologie de l'Inde
- 1946
- 1947
- 1948
- 1949
- 1950
- 1951
- 1952
- 1953
- 1954

Carte de l'Inde de 1950 alors qu'elle devient une république.

Cette page concerne les évènements survenus en 1950 en Inde  :

## Évènement
- La révolte du Telangana est en cours (1946-1951).
- 26 janvier : Entrée en vigueur de la Constitution de l'Inde. L'Inde devient une république. Le premier président de l'Inde est Rajendra Prasad.
- 14 mars : Résolution 80 du Conseil de sécurité des Nations unies, relative à la question Inde-Pakistan.
- 2 avril : Signature du pacte Liaquat–Nehru (en), entre l'Inde et le Pakistan, dans le cadre de la partition des Indes.
- 8 avril : Début de la saison cyclonique dans le nord de l'océan Indien (en).
- 21 avril : Massacre à Nainital.
- 31 juillet : Signature du traité de paix et d'amitié entre l'Inde et le Népal.
- 15 août : Séisme de 1950 en Assam et au Tibet (1 530 victimes en Assam en Inde, 3 300 au Tibet).

## Cinéma
Sortie de film
- Jeevitham

## Littérature
- Sortie du roman Pinjar (en), d'Amrita Pritam.

## Sport
- 4-13 février : Jeux nationaux de l'Inde (en) à Bombay.

## Création
- Équipe de cricket de Goa (en)
- État de Bombay
- Défilé du Jour de la République à New Delhi
- Cour suprême de l'Inde

## Dissolution
- État de Mysore
- Présidence de Madras

## Naissance
- Satyavrat Chaturvedi (en), personnalité politique.
- Vinod Dham, ingénieur et entrepreneur.
- Rahat Indori (en), poète.
- Honey Irani, actrice.
- Ravi Menon (en), acteur.
- Narendra Modi, Premier ministre de l'Inde depuis le 26 mai 2014.
- Sreekumari Ramachandran (en), écrivaine.
- Ritu Sarin, réalisatrice.
- Rajeswari Sunder Rajan, écrivaine.

## Décès
- Sarat Chandra Bose (en), militant pour l'indépendance de l'Inde.
- Aurobindo Ghose, philosophe, poète et écrivain spiritualiste.
- Vallabhbhai Patel, homme d'État.
- Moola Narayana Swamy (en), producteur du cinéma indien.